# 普特卡科查山
11°52′23″S 75°04′25″W / 11.87306°S 75.07361°W
普特卡科查山（Putkaqucha），是秘魯的山峰，位於該國中部胡寧大區，由康塞普西翁省和萬卡約省負責管轄，屬於瓦伊塔帕利亞納山脈的一部分，海拔高度5,236米。